# Neck Deep (album)
| Recensione | Giudizio |
| ---------- | -------- |
| Kerrang!   | 4/5      |

Neck Deep è il quinto album in studio dal gruppo musicale britannico Neck Deep, pubblicato il 19 gennaio 2024 dall'etichetta discografica Hopeless Records.
Il 12 settembre è in uscita la versione deluxe dell'album, intitolata Neck Deep (The Dumbfuck Edition) e pubblicata sempre per Hopeless Records.

## Tracce
1. Dumbstruck Dumbf**k – 2:58
2. Sort Yourself Out – 3:13
3. This Is All My Fault – 3:09
4. We Need More Bricks – 3:48
5. Heartbreak of the Century – 3:49
6. Go Outside! – 3:07
7. Take Me with You – 3:17
8. They May Not Mean To (But They Do) – 3:08
9. It Won't Be Like This Forever – 3:27
10. Moody Weirdo – 3:17

Durata totale: 33:13
Tracce bonus (The Dumbfuck Edition)
1. You Should See Me Now
2. STFU
3. Dumbstruck Dumbf**k (Live in Barcelona)
4. Take Me With You (Live in Barcelona)

## Formazione

### Neck Deep
- Ben Barlow – voce solista
- Sam Bowden – chitarra solista
- Seb Barlow – basso, cori
- Matt Powles – batteria, percussioni
- Matt West – chitarra ritmica

### Produzione
- Carl Brown – produzione, ingegneria delle batterie
- Seb Barlow – produzione, ingegneria del suono

### Design
- Evan Weselmann – copertina

## Classifiche
| Classifica (2024)          | Posizione raggiunta |
| -------------------------- | ------------------- |
| Australia                  | 22                  |
| Scozia                     | 4                   |
| Regno Unito                | 11                  |
| Regno Unito (independent)  | 2                   |
| Regno Unito (rock & metal) | 3                   |